# Ronald Granz

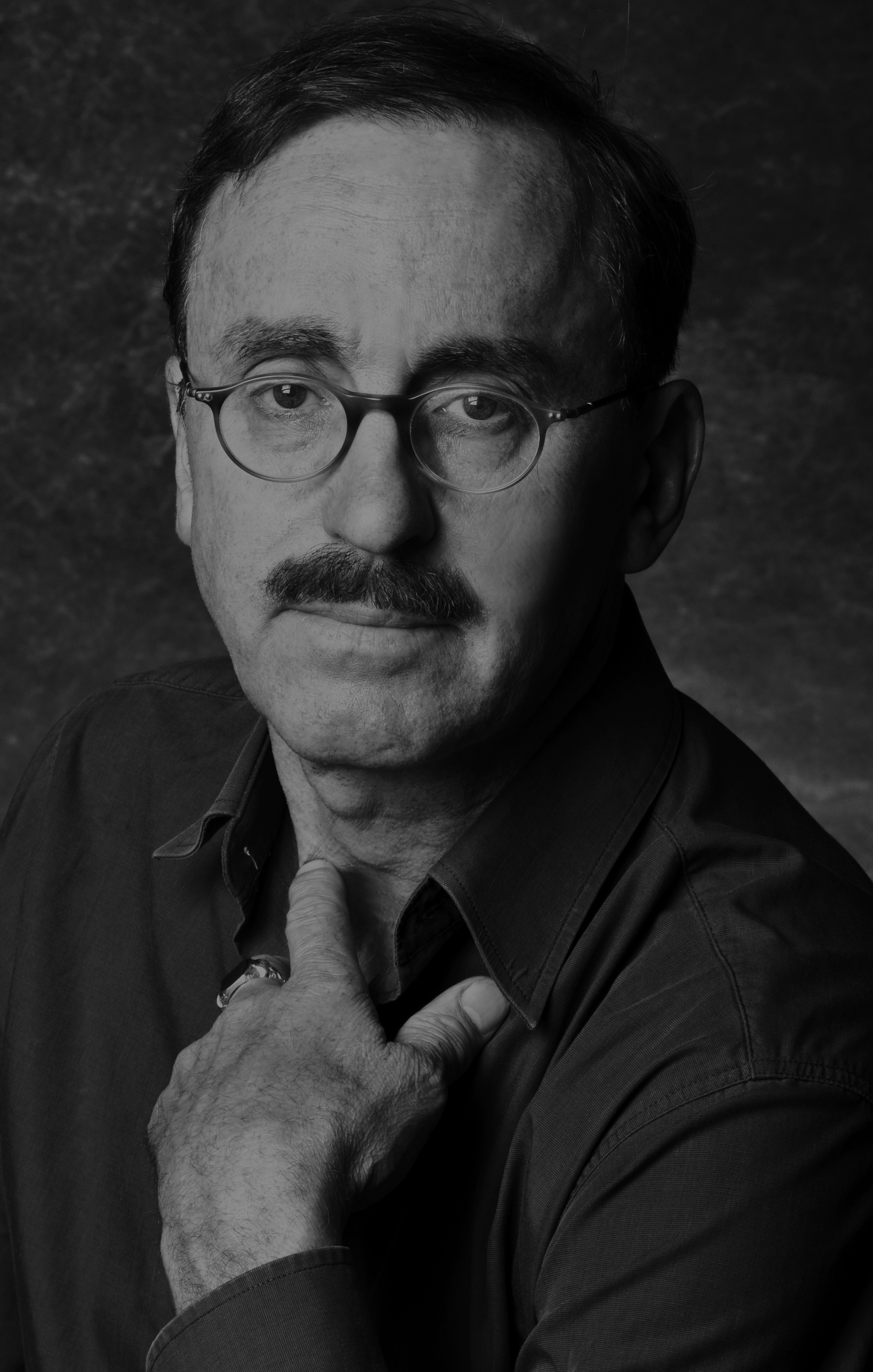
Ronald Granz

Ronald Granz (* 17. Dezember 1956 in Krefeld) ist ein deutscher Schriftsteller und Librettist. Er verfasst Theaterstücke, Opern, Gedichte und Kurzgeschichten, veröffentlicht Bücher und gestaltet Hörspiele.

## Leben
Ronald Granz besuchte das Rethel-Gymnasium in Düsseldorf. Später studierte er Jura und Psychologie in Köln und Hamburg, wechselte dann auf die Deutsche Journalistenschule in München. Als Journalist trat er seine erste Stellung in der Redaktion der Die Zeit an. Danach fertigte er Dokumentationen für das Fernsehen aus dem Kulturbereich an. Sein bekanntester Film ist Hans Arp – der unsterbliche Dada. Seit 1988 lebt und arbeitet er als Schriftsteller in Berlin.

## Bücher
- mit Friedrich Hechelmann: Malle der Stolperhans. Bebildertes Kinderbuch. Thienemann Verlag, Stuttgart 1992, ISBN 3-522-41860-3.
- Theater Theater Anthologie: Aktuelle Stücke 5. Fischer Verlag, Frankfurt 1995.

## Opern und Singspiele
- Libretto zu Malle Stolperhans, Uraufführung 1994, Staatstheater Cottbus, Musik: Paul Suits[1]
- Libretto zu Jahudin – der Prinz in den Bäumen, Uraufführung 2001 Lenné Theater Potsdam, Musik: Udo Koloska[2]